# Anagrus bakkendorfi
Anagrus bakkendorfi är en stekelart som beskrevs av Soyka 1946. Anagrus bakkendorfi ingår i släktet Anagrus och familjen dvärgsteklar. Inga underarter finns listade i Catalogue of Life.